# Константин Лясковски
Константин Лясковский е бивш съветски футболист, защитник. Почти през цялата си кариера (24 години) играе за ЦДКА Москва. Има 153 мача в шампионата на СССР.

## Кариера
Като юноша играе в отбор на банковите служители и в Комуналник. През 1926 преминава в ОППВ, а от 1928 г. е част от обединения армейски отбор ЦДКА. Играе предимно като краен защитник в схемата на „армейците“, но понякога е използван и като централен поради добрата си игра с глава. През 1930 г. е повикан в обединения отбор на Москва. През 1931 г. закратко играе за тима на Промкооперация Москва. След това се връща в ЦДКА.
През 1933 и 1935 г. става шампион на Москва. През 1938 г. попада в списък „55 най-добри футболисти на СССР“. След края на Втората световна война Лясковский е основна част от т.нар „Отбор на лейтенантите“, който печели 3 титли и 2 купи на СССР. През 1946 г. става Заслужил майстор на спорта. На 29 септември 1949 изиграва последния си мач – на 41 години.
През 1952 става помощник-треньор на ЦДКА, а след разформироването на отбора поема Метрострой. През 1953 е треньор на МВО Москва, където са много бивши „армейци“, но след 6 кръга отборът е изключен от шампионата. В края на 50-те години е помощник-треньор в ЦДСА и ЦСК МО.

## Извън футбола
През 60-те и 70-те години работи във Футболната федерация на СССР, а също така публикува и статии в пресата. Автор е на книгата „Техника ударов“, издадена през 1973.
Умира на 20 януари 1986 в Москва. Погребан е на Митинското гробище в столицата.